# 63 d'Andròmeda
63 d'Andròmeda (63 Andromedae) és una estrella de la constel·lació d'Andròmeda. Té una magnitud aparent de 5,57.